# Il cronoscopio
Il cronoscopio (The Dead Past) è un racconto di fantascienza scritto da Isaac Asimov e pubblicato in origine sulla rivista Astounding nell'aprile del 1956. È incluso nell'antologia La Terra è abbastanza grande, in Tutti i racconti. Volume primo e in Le migliori opere di fantascienza col titolo Il passato è morto.
In esso Asimov estrapola la situazione della ricerca scientifica e della specializzazione accademica, per mostrare un mondo in cui il controllo della ricerca scientifica è oppressa da una vasta burocrazia. La storia mostra che l'idea di un mondo in cui la ricerca scientifica è diretta costituisce un'utopia. La tesi di Asimov (mostrata nella scena finale) è che il controllo della ricerca scientifica è non necessariamente immorale, ma che alla lunga può essere impossibile.
La storia fa parte della serie di racconti vagamente connessi fra loro sul supercomputer immaginario Multivac.

## Trama
Potterley, un professore di storia antica esperto di Cartagine, desidera un accesso al cronoscopio, una macchina che permette una diretta osservazione del passato (tramite anche il potentissimo calcolatore Multivac). Costruito da un fisico dei neutrini chiamato Sterbinski molti anni prima, il cronoscopio è ora controllato esclusivamente dal governo. Quando la burocrazia del governo, nella persona Thaddeus Araman, nega a Potterley la richiesta di accesso al cronoscopio, il professore decide di costruirsene uno in clandestinità. Due persone lo assistono in questa impresa, un giovane ricercatore chiamato Jonas Foster e suo zio, un professionista di divulgazione scientifica, Ralf Nimmo.
Come risultato di questo lavoro, il gruppo fa una serie di scoperte. Anzitutto, scoprono che il governo ha soppresso tutta la ricerca sulla cronoscopia: se non bastasse, Foster trova un modo per costruire un cronoscopio che è molto più piccolo e molto più efficiente nel consumo di energia di quello costruito dal pioniere. Infine la scoperta che delude Potterley: Foster prova immediatamente che il cronoscopio non vede più lontano di 125 anni nel passato. Ogni tentativo di osservare tempi precedenti disturba inevitabilmente il segnale. Pertanto ogni rapporto di osservazione col cronoscopio precedentemente a questo tempo si deve considerare una pura invenzione del governo.
Potterley, dopo aver osservato come la moglie faccia un uso ossessivo del cronoscopio per rivivere i momenti della perdita della loro figlia, avvenuta anni prima in un incendio, decide di denunciare il fatto alle autorità assumendosi la colpa dell'intero esperimento. Foster, dal canto suo, cerca di far pubblicare clandestinamente la propria ricerca, in nome della libertà di espressione, e viene arrestato da Thaddeus Araman, il funzionario che tempo addietro rifiutò l'iniziale proposta di ricerca di Potterley.
Mentre Araman tenta di ottenere da Foster un impegno a non pubblicare il lavoro, lo zio di Foster, Nimmo, procede alla pubblicazione a proprio nome della ricerca, anche per preservare la reputazione professionale del nipote. Ma a questo punto Araman smaschera Nimmo rivelando ai tre che tutto quanto è avvenuto è noto al governo che semplicemente ha utilizzato lo stesso cronoscopio per indagare il passato immediatamente recente. Con la loro invenzione, i tre hanno creato un mondo in cui il concetto di privacy e riservatezza personale è stato completamente azzerato.
Araman spiega che l'agenzia governativa dedicata al cronoscopio non ha soppresso la ricerca nel campo per mero piacere sadico, ma solo per proteggere le persone nell'unico modo che conosceva. Come i protagonisti hanno appena appreso, il cronoscopio è strutturalmente limitato al passato recente, ma cosa accadrebbe se invece di essere sintonizzato su un passato abbastanza remoto fosse sintonizzato su giusto un centesimo di secondo prima del presente? Se il progetto di cronoscopio di Potterley raggiungesse il pubblico, il voyeurismo potrebbe trasformare l'intera civiltà umana in un gigantesco acquario sotto gli occhi di chiunque. Persino i funzionari governativi, spiega Araman, a volte trasgrediscono e utilizzano il cronoscopio per spiare gli altri per motivi personali.